# Drahomíra ze Stodor
Drahomíra ze Stodor (kolem roku 890, podle jiných zdrojů r. 877[zdroj?] – po 935) byla manželkou českého knížete Vratislava I., matkou Boleslava I. a snad i sv. Václava a českou kněžnou. Narodilo se jí nejspíše šest dětí, dva synové a čtyři dcery.
Drahomíra pocházela z knížectví Stodoranů (Stodorané neboli Havolané byl pohanský kmen Polabských Slovanů náležící ke kmenovému svazu Luticů). Jako stodoranská princezna byla provdána za Vratislava zřejmě roku 906, k čemuž zřejmě i náležela tradiční povinnost přijmout křest (Polabští Slované se aktivně bránili christianizaci, která byla Němci často prováděna násilnou cestou). Pověsti líčí Drahomíru jako zarytou pohanku vyznávající novou víru jenom na oko nebo extrémněji jako zapřisáhlou odpůrkyni křesťanství, což mělo později vést ke kruté vraždě sv. Ludmily. Podle Dušana Třeštíka Stodorané ani nebyli pohané, jak tvrdily některé pozdější legendy. Mnohé prameny se však shodují na tom, že ve stodoranském hlavním městě Braniboru byl ustanoven pohanský kult, který byl praktikován ještě dlouhá léta poté.

## Svatá Ludmila a Drahomíra ze Stodor
Po Vratislavově smrti v roce 921 se Drahomíra dostala do sporu s tchyní Ludmilou, která ještě za života Drahomířina manžela Vratislava vychovávala jeho syny Václava a Boleslava. Po smrti Vratislava pravděpodobně kmenové shromáždění rozhodlo o rozdělení moci mezi Ludmilu a její snachu Drahomíru. Do Ludmiliny péče byla nadále svěřena výchova budoucího knížete, Drahomíra jej naopak měla do doby jeho nástupu zastupovat.
Konflikt mezi oběma ženami snad souvisel s vývojem mezinárodní situace, kdy se moc přesouvala z bavorského vévodství na Sasko. V roce 921 bavorský vévoda Arnulf uznal východofranský královský titul Jindřicha I. Ptáčníka a tím také prakticky uznal přesun moci do Saska. Čechy, které do této doby stály na straně Bavorska a se znepokojením sledovaly agresivní politiku vůči Srbům na severozápadě, se musely rozhodnout, jakou politiku nadále sledovat. Zdá se, že Drahomíra se spíše zasazovala pro spolupráci se Saskem i přes riziko omezení relativně nezávislého postavení Čech, Ludmila snad věřila spíše v další orientaci na Bavorsko, byť oslabené.
Politický konflikt byl podle legendy završen vraždou Ludmily dne 15. září 921 na hradišti Tetín. Ludmila byla uškrcena svojí „šálou“ (závojem) Tunnou a Gommonem, patrně varjagy, družiníky kněžny Drahomíry.

## Regentka

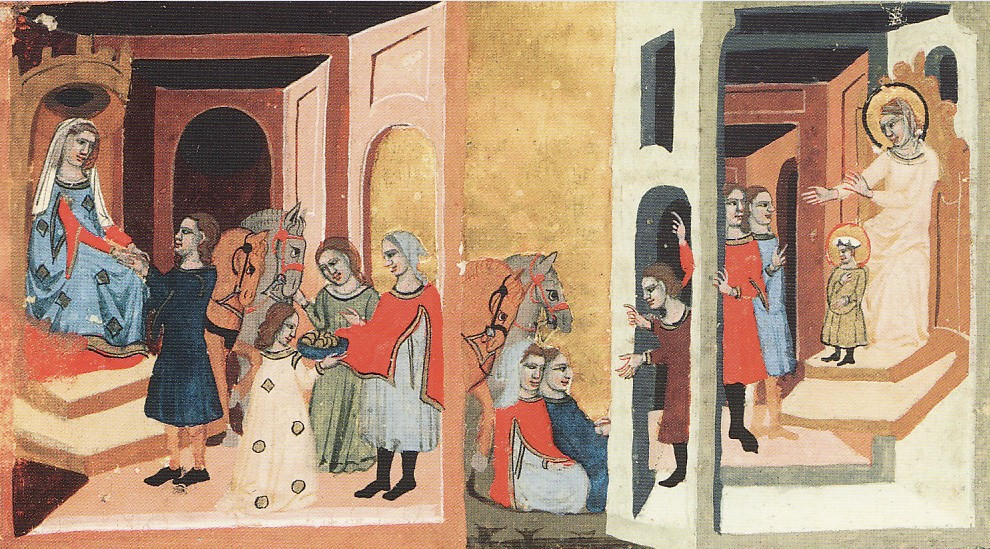
Drahomíra objednává Ludmilinu vraždu (středověká iluminace)

Za nedospělého syna pak Drahomíra vládla jako regentka. Již v roce 925 se ale moci ujal mladý Václav, ten pak matku na nějaký čas vykázal mimo knížecí dvůr. Byla buď uvězněna na Budči nebo vyhnána ze země, pravděpodobně pro podezření, že usiluje o život Václavovi. Václav nakonec ale Drahomíru přijal zpět k pražskému dvoru, ale Drahomíra již nenabyla žádného podílu na vládě. V této době možná nechala na Tetíně, kde byla zavražděna a pochována Ludmila, na znamení svého pokání vybudovat kostel zasvěcený sv. Michalovi.
Je pravděpodobné, že Drahomíra žila v blízkosti syna Boleslava na jeho nově zbudovaném hradě v dnešní Staré Boleslavi. Svědčí o tom zápisy středověkých legendistů. Je známo, že Drahomíra byla přítomna Václavovu zavraždění na Staré Boleslavi zřejmě 28. září 935, kdy prý patřila mezi Václavovy věrné. Postarala se o přenesení zavražděného knížete do kostela. Prý jí bylo usilováno o život a zmizela kamsi do Charvát.

## Drahomíra v kultuře
Postava kněžny Drahomíry se vyskytuje v řadě uměleckých děl věnovaných především svatému Václavu nebo svaté Ludmile. Hlavní úlohu hraje například:
- ve hře Krvavé křtiny aneb Drahomíra a její synové Josefa Kajetána Tyla (1848)
- ve hře Drahomíra Jaroslava Vrchlického (1882)
- v opeře Drahomíra Františka Škroupa (1848)
- v opeře Drahomíra Karla Šebora (1867)
- v 1. dílu televizní inscenace Pouť králů nazvaném Drahomíra (1982)[4]